# Wörterbuch der Kollokationen im Deutschen
Wörterbuch der Kollokationen im Deutschen ist ein innovatives Spezialwörterbuch der deutschen Sprache. Es erschien 2011. Der Autor ist Uwe Quasthoff. Das mehr als fünfhundertseitige Wörterbuch gehört zur Kategorie der Kollokationswörterbücher. Es erscheint im Verlag Walter de Gruyter. 

## Charakteristik
Das Wörterbuch enthält 3 200 Artikel. Entsprechend der Gerichtetheit von Kollokationen, die aus frei gewählten Basiswörtern und normgerecht zu wählenden sogenannten Kollokatoren bestehen, trägt das Wörterbuch nur Basiswörter ein und liefert dazu Kollokatoren. So enthält der Artikel ABGRUND insgesamt 38 Kollokatoren (16 Verben, darunter klaffen, und 22 Adjektive, darunter unüberbrückbar). Der Artikel AFFÄRE listet 45 Verben (darunter in eine A. hineinziehen, schlittern, stolpern). Die Kollokatoren werden geordnet aufgelistet. Auf Beispiele wird verzichtet. Das Wörterbuch steht in Konkurrenz mit Duden. Das Stilwörterbuch und mit Feste Wortverbindungen des Deutschen. Auffällig ist der für ein Gebrauchswörterbuch ungewöhnlich hohe Preis, derzeit (25. September 2022) 220 Euro.